# Memorando de Berlim
Memorando de Berlim foi um documento elaborado pelas três potências imperiais mundiais em 1876 para tratar da Questão Oriental durante a Crise de 1875-1878. O propósito do Memorando de Berlim seria para que as três potências imperiais - Rússia, Áustria-Hungria e Alemanha - abordassem a situação das relações entre o Império Otomano islâmico e os povos cristãos dos Bálcãs, com quem essas potências imperiais tinham relações internacionais e interesses, e para corrigir a "Nota Andrássy", um documento que precedeu o Memorando de Berlim e que possuía intenções semelhantes na criação de um armistício e um plano de reformas para os Bálcãs e o Império Otomano.

## Contexto
À medida que o Império Otomano começou a declinar no final do século XIX, ocorreram muitas revoltas dos nacionalistas cristãos nos Estados dos Bálcãs, cujas populações ansiavam serem livres do domínio islâmico do Império Otomano. Em 1875, houve uma série de rebeliões que eclodiram primeiramente na Bósnia e Herzegovina, e, em seguida, na Bulgária. Um dos principais pontos de discórdia entre os Bálcãs e os seus governantes otomanos era a diferença religiosa, o que levou a um reforço do nacionalismo étnico e religioso que contribuiu para as revoltas que ocorreram durante o período da crise dos Bálcãs.  O sangrento extermínio dos cristãos levaria a um êxodo de cristãos para a Sérvia e para Montenegro, e estes países ganhariam o apoio diplomático do Império Russo. 

## A "Nota Andrássy"
Inicialmente, as três grandes potências (Alemanha, Áustria-Hungria e Rússia) formaram a Liga dos Três Imperadores em 1872 e se reuniram para discutir a situação das relações no Oriente Próximo. Esta reunião foi concluída com a política de não-intervenção no Oriente. No entanto, uma vez que as tensões religiosas entre cristãos e muçulmanos na Bósnia e Herzegovina começou a vir à tona, o conde Gyula Andrássy da Áustria-Hungria pressentiu a necessidade de uma reforma religiosa nos Bálcãs, e assim em 30 de dezembro de 1875, a Áustria-Hungria, a Rússia e a Alemanha propuseram a Nota Andrássy. A nota solicitava reformas religiosas que permitiriam a coexistência de cristãos e muçulmanos na Bósnia e Herzegovina, incorporando a lei cristã na lei islâmica tradicional do Império Otomano, reformas no sistema de tributação agrícola que iriam aliviar a carga tributária sobre a Bósnia e Herzegovina e assegurar que o Império Otomano fizesse o fisco adequado de impostos, e leis que resolveriam o conflito agrário na Bósnia e Herzegovina.  No entanto, em 1876, a nota foi considerada um fracasso porque os otomanos, que haviam sido pressionados por Andrássy e nunca possuíram intenções de reformar o Império, jamais agiram para implementá-la.

## O Memorando de Berlim
Uma vez que a Nota Andrássy fora um fracasso e os povos dos Bálcãs ainda estavam se revoltando até o início de 1876, o príncipe russo Alexander Gorchakov convidou Andrássy para uma reunião em Berlim, a fim de colaborar em um novo armistício entre os Bálcãs e o Império Otomano, juntamente com o príncipe alemão Otto von Bismarck, bem como para forjar uma aliança com a Áustria e a Alemanha. Andrássy compilaria, mas somente se pudesse chegar a Berlim antecipadamente a fim de ter uma reunião preliminar com Bismarck para discutir as relações entre a Áustria-Hungria e a Alemanha.  Em maio de 1876, a Alemanha, a Áustria-Hungria e a Rússia se reuniram em Berlim para discutir a resposta e um plano de ação a tomar em relação ao estado das coisas no Império Otomano e nos Bálcãs. Eles elaboraram o Memorando de Berlim, que expressava a intenção de proteger as populações cristãs dos Bálcãs.
O Memorando de Berlim exigia que o Império Otomano acabasse com a resposta militar aos rebeldes eslavos em dois meses, a fim de dar tempo suficiente para que as reformas fossem postas em prática nos Bálcãs.  O memorando solicitou também que uma comissão internacional fosse formada e instituída nos Bálcãs, a fim de proteger os cristãos, e providenciava que as alterações propostas na Nota Andrássy de 1875 pudessem ser administradas na Bósnia e Herzegovina. O novo armistício, que o Memorando de Berlim buscava, foi incorporado aos seguintes cinco pontos, que tinham originado na nota inicial de Andrássy:
1. Disposição pelo governo turco de materiais para a reconstrução de casas e igrejas e o fornecimento de subsistência até a próxima colheita,
2. Distribuição desta ajuda em colaboração com a comissão mista prevista na Nota Andrássy,
3. Concentração temporária das tropas turcas,
4. Direito dos cristãos de portar armas,
5. Vigilância por cônsules estrangeiros ou delegados de aplicação das reformas em geral e repatriação em particular. [5]

O fim da nota foi escrito pelo príncipe Gorbachev da Rússia e declara que se o Império Otomano não cumprisse as exigências do Memorando de Berlim e não respeitasse o armistício de dois meses solicitado pelo Memorando de Berlim, as três potências imperiais tomariam medidas internacionais necessárias para garantir a segurança dos povos nos Bálcãs "a fim de deter o mal dominante e impedir o seu desenvolvimento."  No dia seguinte ao acordo das três potências imperiais, representantes franceses, italianos e britânicos foram convocados a Berlim a fim de discutir o novo acordo de armistício.

## Resposta ocidental à Questão do Oriente
A resposta das três grandes potências ocidentais - Grã-Bretanha, Itália e França - variaram, ainda que a posição da França e da Itália fosse geralmente a mesma, enquanto a Grã-Bretanha havia rejeitado o Memorando de Berlim completamente. 
Embora a Itália não tivesse uma posição sobre nenhuma das decisões tomadas pelas potências centrais, esta inicialmente adiou a controvérsia em torno da Questão Oriental haja vista a Itália tinha sua própria disputa de poder dentro do governo italiano na ocasião tanto da Nota Andrássy como do Memorando de Berlim. Em abril de 1876, o ministro italiano Luigi Amedeo Melegari prometeu ao ministro alemão os serviços de seu exército na Bósnia, se necessário.  Em 14 de maio, um dia depois do Memorando de Berlim ser divulgado na cidade de Berlim, a Itália deu o seu apoio total e permanente às provisões feitas pelo Memorando de Berlim através de telégrafo. 
A resposta da França ao memorando seguiu a dos italianos. Enquanto o papel da França no desfecho da Questão Oriental parecia inconsequente, o trágico assassinato de um cônsul francês em Salônica chocou e consternou as autoridades francesas, e, assim, o memorando ganhou o apoio de França com o fundamento de que a paz seria alcançada nos Bálcãs e que as exigências do Memorando de Berlim deveriam incluir a exclusão da entrada das três potências ocidentais a fim de avançar com as alterações pretendidas.  Enquanto a França e a Itália rapidamente deram seu apoio ao Memorando de Berlim, o primeiro-ministro britânico Benjamin Disraeli rejeitou o documento por completo em 16 de maio de 1876.  Suas razões para rejeitar o memorando foram citadas por sua ideia de que as três potências imperiais estavam usando as iniciativas do Memorando de Berlim para pôr fim ao Império Otomano. 
Disraeli percebia que a reunião da Rússia, Alemanha e Áustria-Hungria não tinha incluído adequadamente a Grã-Bretanha nas discussões sobre a crise, e como tal, impediu os britânicos e alemães de "trocar opiniões."  Disraeli elaborou seu próprio memorando porque entendia que os três impérios estavam conspirando para desmantelar o Império Otomano. Ele ainda encorajou a Turquia a rejeitar o documento e enviou uma frota para a Baía de Beşik.  Disraeli julgava que todas as disposições estavam erradas, por exemplo, ao acreditar que o auxílio proposto, o qual o Império Otomano iria administrar estava muito além dos meios do sultão, e que concentrar tropas em qualquer situação conduziria ao caos.  O gabinete, no entanto, aprovou a rejeição de Disraeli ao Memorando de Berlim  e, indiscutivelmente, a razão pela qual este armistício não teve êxito, foi por carecer da aprovação britânica, o que teria dado um apoio unânime ao Memorando de Berlim pelas potências da Europa Ocidental. 

## Conclusão
Embora o Memorando de Berlim fizesse um esforço para criar um armistício temporário e corrigir a situação nos Bálcãs, as tensões entre o Império Otomano e os cristãos dos Bálcãs prosseguiu. A violência continuou a se espalhar para a Bulgária, a Sérvia e ao Montenegro, e foi recebida com um massacre dos búlgaros pelos otomanos.  Em junho e julho de 1876, as tensões entre o Império Otomano e a Sérvia e o Montenegro chegaram ao auge quando a Sérvia e o Montenegro declararam guerra ao Império Otomano, culminando com o envolvimento da Rússia na guerra em 1877, a fim de proteger seus aliados balcânicos.